# Belgica (A962)
Pour les articles homonymes, voir Belgica.
Ne doit pas être confondu avec Belgica (navire 1884) ou Belgica (navire, 2021).
Le Belgica est un navire océanographique de la composante marine des forces armées belges. Son indicatif visuel est A962.
En 2021, le navire a été désarmé et offert au Centre de recherche ukrainien pour l'écologie marine. Il a été rebaptisé Borys Aleksandrov.

## Histoire
Le Belgica a été baptisé en 1986 par la reine Fabiola.
Sa ville marraine est Tamise.

## Origine du nom
C'est le second navire belge à porter ce nom. En effet en 1896, Adrien de Gerlache de Gomery rachète à la Norvège un baleinier trois-mâts barque (nommé La Patria et construit en 1884), afin de l'utiliser comme navire d'exploration pour l'expédition belge en Antarctique. Il le nomma Belgica.
L'anecdote veut que le navire historique est féminin (« la » Belgica), l'actuel est masculin (« le » Belgica).